# Jag är så hjärtligt nöjd och glad
Jag är så hjärtligt nöjd och glad är en sång med text från 1878 av Nils Frykman. Sången sjungs till en engelsk melodi.

## Publicerad i
- Musik till Frälsningsarméns sångbok 1907 nr 31.
- Frälsningsarméns sångbok 1929 nr 473 under rubriken "De yttersta tingen och himmelen".
- Sions Sånger 1951 nr 106.
- Frälsningsarméns sångbok 1968 under rubriken "Evighetshoppet". Nummer 545.
- Sions Sånger 1981 nr 182 under rubriken "Tack och lov" med inledningen bearbetad till Jag är så glad, så hjärtligt nöjd.
- Frälsningsarméns sångbok 1990 nummer 693 under rubriken "Framtiden och hoppet".